# Франко Брузати
Франко Брузати (на италиански: Franco Brusati) е италиански филмов режисьор и сценарист. 

## Биография
Роден в Милано на 4 август 1922 г., учи в Италия, Швейцария и Англия, завършва право и политически науки, занимавайки се между другото със сценични изкуства. В края на 1940-те той се премества в Рим, ставайки помощник-режисьор на Роберто Роселини и Ренато Кастелани и пише сценарии за Марио Моничели, Карло Лицани, Франческо Рози и Лучано Емер.
През 1956 г. той режисира първия си филм „Господарят съм аз“ (Il padrone sono me), базиран на едноименния роман на Алфредо Панцини, като получава добри отзиви.
Той режисира международно наградения филмов хит „Хляб и шоколад“ (1974), един от най-добрите примери за Комедия Алиталиана (Commedia all'italiana) през 1970-те години.
Той е номиниран за Оскар за най-добър чуждоезичен филм за филма „Забрави Венеция“ (1979).  Печели наградата Давид на Донатело за най-добър филм. През 1983 година е член на журито на 33-тия Берлински международен филмов фестивал. 

## Избрана филмография
| година | филм           | оригинално заглавие | бележки |
| ------ | -------------- | ------------------- | ------- |
| 1974   | Хляб и шоколад | Pane e cioccolata   |         |